# 桧田仁
桧田 仁（ひのきだ ひとし、1942年〈昭和17年〉2月2日 - 2016年〈平成28年〉9月17日）は、日本の政治家、医師。元衆議院議員（1期）。広島県佐伯郡佐伯町（現・廿日市市）出身。

## 来歴
- 広島大学附属高等学校卒業
- 1967年 京都府立医科大学卒業
- 1970年 県立広島病院 整形外科医
- 1973年 広島大学 整形外科助手
- 1975年 国立大竹病院 整形外科医長
- 1979年 桧田整形外科医院 院長
- 1980年 桧田病院 院長
- 1982年 医療法人初仁会 理事長
- 1991年 広島県医療法人協会 常任理事。広島県議会議員初当選。
- 1994年 県議再選（2期目）
- 1995年 全日本病院協会広島県支部理事
- 1996年 第41回衆議院議員総選挙に広島2区から自由民主党公認で立候補し、比例復活で初当選。
- 2000年 第42回衆議院議員総選挙に広島2区から自民党公認で立候補したが、落選。
- 2003年 第43回衆議院議員総選挙に広島2区から自民党公認で立候補したが、落選。
- 2005年 第44回衆議院議員総選挙に自民党公認で比例中国ブロック単独22位で立候補したが、落選。
- 2009年 第45回衆議院議員総選挙に自民党公認で比例中国ブロック単独23位で立候補したが、落選。
- 2016年9月17日、腎不全で死去。74歳没。

## 政治活動
2000年4月の衆議院決算行政監視委員会において、脱会支援活動への取り締まり等について統一教会（世界基督教統一神霊協会）の教会員の立場で質問した。関連団体の集会やシンポジウムにはしばしば参席し講演もおこなった。2010年11月11日付『世界日報』では「拉致監禁は犯罪」と主張している。
自民党衆議院議員であった桧田は、2000年4月に衆院決算行政監視委員会で、日本政府が拉致監禁被害に対して果たすべき責任を遂行しない問題を取り上げて、政府、法務当局に批判質疑を行った。この問題について、ジャーナリストの室生忠は「先進民主主義国家で横行している、事件の捜査や裁判などの分野で政府、司法当局が果たすべき責任を遂行しない、不作為による見えづらい弾圧である」と述べている。